# دالمانيات (مفصليات)
الدالمانيات (الاسم العلمي:†Dalmanitidae) هي فصيلة منقرضة من ثلاثيات الفصوص تتبع رتبة نظيرات عدسيات العيون.

## أجناس
- الدالمانية (مفصليات)